# Pálinkás József (fizikus)
Pálinkás József (Galvács, 1952. szeptember 18. –) magyar atomfizikus, politikus, egyetemi tanár, a Magyar Tudományos Akadémia rendes tagja, 2008 és 2014 között annak elnöke, 2014. június 12-től 2014. december 31-ig a Nemzeti Kutatási, Fejlesztési és Innovációs Hivatal létrehozásáért felelős kormánybiztos, 2015. január 1-től 2018. június 30-áig elnöke. Az atomi ütközések fizikájának neves kutatója. 1991 és 1996 között az MTA Atommagkutató Intézete igazgatója, 2001–2002-ben oktatási miniszter.
2020. október 15-én bejelentette, hogy Új Világ Néppárt néven új pártot alapít, amelynek elnöke lett. A párt elindult a 2021-es magyarországi ellenzéki előválasztáson, Pálinkás József egyéniben Hajdú-Bihar megyei 1. sz. országgyűlési egyéni választókerületben.

## Életpályája
Tanulmányait Galvácson a helyi általános iskolában kezdte és a kecskeméti Piarista Gimnáziumban folytatta. 1972-ben felvették a szegedi József Attila Tudományegyetem (ma: Szegedi Tudományegyetem) fizikus szakára, ahol 1976-ban Népköztársasági Tanulmányi Ösztöndijban részesült, majd 1977-ben szerzett diplomát. Diplomájának megszerzése után a Magyar Tudományos Akadémia debreceni Atommagkutató Intézetének ösztöndíjasa lett, majd 1980-ban tudományos munkatársi kinevezést kapott. 1990–91-ben az intézet igazgatóhelyettese, majd igazgatója volt. 1996-ban kutatóprofesszori megbízást kapott. 1983 és 1985 között a texasi A. & M. Egyetemen, 1988–89-ben a stockholmi Manne Siegbahn Intézetben volt vendégkutató. 1992-ben a Kossuth Lajos Tudományegyetem (ma: Debreceni Egyetem) Fizikai Intézetének címzetes egyetemi tanára lett. 1994-ben az egyetem kísérleti fizika tanszékén kapott egyetemi tanári, később tanszékvezetői kinevezést. 1997–98-ban Széchenyi professzori ösztöndíjjal kutatott.
1981-ben doktorált, 1989-ben védte meg akadémiai doktori értekezését, 1994-ben habilitált. A Debreceni Akadémiai Bizottságnak meg az Atom- és Molekulafizikai Bizottságnak lett tagja. 1995-ben választották meg a Magyar Tudományos Akadémia levelező, 2004-ben rendes tagjává. 2008. május 6-án Roska Tamás és Somlyódy László ellenében a tudományos köztestület elnöke lett. Tisztségében 2011-ben megerősítették, amit 2014-ig viselt. Közben 1994 és 2000 között az Országos, illetve Magyar Akkreditációs Bizottság tagja volt. 2009-ben a londoni Európai Akadémia felvette tagjai sorába.
Fő kutatási területe az atomi ütközések fizikája. Tudományos pályájának kezdetén az elektronbombázás során létrejövő belsőhéj-ionizáció kísérleti kutatásával foglalkozott, majd az aranyatomok L-alhéjának könnyűion-lövedékkel történő ütköztetése során létrejövő végállapotok elektroneloszlásának aszimmetriáját vizsgálta. Kutatásai kiterjedtek az elektronbefogással létrehozott, úgynevezett belsőhéj-vakanciák (kihagyások) aszimmetriájának kérdéskörére.
Jelentős eredményeket ért el a nemesgázütközések, elsősorban a neon és proton-hélium ütközések egyidejű ionizációja és töltéscserével járó folyamata tekintetében. Dolgozott a proton-hélium ütközésben az elektron-elektron szóródás révén létrejövő elektronbefogási jelenségek kísérleti jellegű kutatásaiban is.

## Közéleti pályafutása
Politikai pályája a rendszerváltás után kezdődött. 1991-ben lépett be a Magyar Demokrata Fórumba, majd az 1996-os pártszakadást követően a Magyar Demokrata Néppárt alapító tagja lett. 1998-ban kilépett a pártból, majd egy évre rá belépett a Fideszbe. 2003-ban, a párt újjászerveződését követően a kulturális tagozat elnökévé választották, amelyben több tudós, művész és sportoló is részt vett (például: Jankovics Marcell rajzfilmrendező vagy Gyarmati Dezső olimpiai bajnok vízilabdázó).
1998-ban az első Orbán-kormányban az Oktatási Minisztérium politikai államtitkárává nevezték ki. 2001-ben, Pokorni Zoltán lemondását követően ő vette át az Oktatási Minisztérium vezetését, amely tisztséget a 2002-es kormányváltásig viselt. 2002-ben a Magyar Polgári Együttműködés Egyesület elnökségi tagja és a Professzorok Batthyány Körének elnöke lett, amiről a Fidesz kulturális tagozatának elnökévé történt megválasztása után mondott le.
A 2006-os országgyűlési választáson a Fidesz Hajdú-Bihar megyei területi listájáról mandátumot szerezve jutott be az Országgyűlésbe. Az oktatási és tudományos bizottság tagja volt. A Magyar Tudományos Akadémia elnökévé történt megválasztása után lemondott mandátumáról és a Fidesz kulturális tagozatának elnöki posztjáról, illetve kilépett a pártból.

### Pártalapítás
2020. október 15-én Pálinkás József elnök, Ábrahám Júlia alelnök és Lantos Gabriella elnökségi tag online sajtótájékoztatón jelentette be az Új Világ Néppárt megalapítását. Több más személy mellett a párt vezetőségének tagja lett Szent-Iványi István, az SZDSZ korábbi államtitkára és európai parlamenti képviselője, valamint Stelli-Kis Sándor ügyvéd, a Fidesz korábbi önkormányzati képviselőjelöltje is. 2021. május 26-án bejelentette, hogy indul a 2021-es magyarországi ellenzéki előválasztáson, a Hajdú-Bihar megyei 1. sz. országgyűlési egyéni választókerületben. Saját pártja mellett a Jobbik és a Mindenki Magyarországa Mozgalom is őt támogatja.

## Díjai, elismerései
- Akadémiai Díj (1986)
- A Magyar Köztársasági Érdemrend tisztikeresztje (1997)
- Debrecen díszpolgára (2012)
- Antall-díj (2015)

## Főbb publikációi
- Experimental Investigation of the Angular Distribution of Characteristic X-Radiation Following Electron Impact Ionisation (társszerző, 1979)
- L3-Subshell Alignment in Gold Following Low-Velocity Proton and He+ Impact Ionisation (társszerző, 1980)
- L3-Subshell Aligment of Gold by C+ and N+ Impact Ionisation (társszerző, 1982)
- Alignment of He- and H-Like P-States of 48-MeV Foil-Excited Mg Ions (társszerző, 1985)
- Observation of the Electron Capture into the Continuum States of Neutral Projectiles (társszerző, 1989)
- Egzotikus elektronbefogási folyamatok (1996)
- Status of CMS and B-physics with CMS (társszerző, 2000)
- The CMS Experiment at the CERN LHC (társszerző, 2008)
- Örökségünk kötelez. Pálinkás Józseffel beszélget Csűrös Csilla; Kairosz, Bp., 2009 (Magyarnak lenni)
- Egyensúlyban. Ex libris Pálinkás József; szerk. Kindert Judit; Magyar Tudományos Akadémia, Bp., 2014